# Драгутин Фрідріх
Драгутін Фрідріх (хорв. Dragutin Friedrich, 5 січня 1897, Копривниця, Королівство Хорватія і Славонія, Австро-Угорщина — 23 березня 1980, Загреб, СФРЮ) — югославський хорватський футболіст, воротар. Учасник Олімпіади 1924 року, один з найкращих воротарів країни свого часу. Також займався іншими видами спорту.

## Кар'єра

### Клубна
Драгутін був різнобічним спортсменом, окрім футболу, займався бігом, хокеєм, легкою атлетикою та лижами, з багатьох з цих видів спорту займав призові місця в чемпіонатах Загребу, Хорватії, Югославії та Європи. Був одним із найкращих тенісистів Югославії свого часу, разом із братом Крешимиром у 1928 та 1931 роках ставав чемпіоном країни у парному розряді.
У футбол почав грати разом зі своїми двома братами у створеному ними клубі «Славен» із рідного міста Копривниця — Милорад Фрідріх грав в нападі, а молодший з братів, Івиця, в півзахисті.. У 1919 році разом із сім'єю переїхав до Загреба, де став грати за місцевий ХАШК, у складі якого, разом із командою, став один раз третім призером чемпіонату у 1927 році. Також з командою він виграв чемпіонат Загребської футбольної підасоціації в сезоні 1921/22.
Окрім футбольної, виступав ще й у складі хокейної та лижної команд клубу ХАШК. Крім того, грав у складі збірної Загреба з футболу, за яку провів 16 матчів і виграв Кубок короля Олександра 1924 року.

### У збірній
У складі національної збірної Югославії дебютував 8 червня 1922 року в товариському матчі зі збірною Румунії (1:2), що проходив у Белграді. Другий раз він зіграв за національну збірну 3 червня 1923 року проти Польщі в Кракові, де Югославія перемогла з рахунком 2:1. Варто відзначити, що це була перша виїзна перемога в історії збірної Югославії.
Наступного року Фрідріх був у заявці команди на Олімпіаді 1924 року, однак на поле не виходив — був запасним воротарем.
2 вересня 1924 року зіграв у товариській грі проти Чехословаччини (0:2) у Загребі, коли національна збірна складалася з десяти гравців сплітського «Хайдука» і воротаря Фрідріха з ХАШКу.
Востаннє зіграв за збірну 10 квітня 1927 року в товариському матчі зі збірною Угорщини, що проходив у Будапешті. Усього провів за головну збірну країни 9 матчів.

## Після кар'єри
Працюючи професором біології та роз'їжджаючи у службових справах у різних містах (Віровитиця, Госпич, Вараждін і т. д.), Фрідріх скрізь займався пропагандою спорту, яким активно займався навіть вийшовши на пенсію, очолюючи тенісну школу в загребському районі.
Помер Драгутин Фрідріх на 84-му році життя 23 березня 1980 року в Загребі.